# KHL All-Star Game 2010
Die zweite Austragung des All-Star Game der Kontinentalen Hockey-Liga (russisch Матч Всех Звёзд Континентальной Хоккейной Лиги) fand am 30. Januar 2010 in der Minsk-Arena in der belarussischen Hauptstadt Minsk statt. Team Jágr setzte sich mit 11:8 gegen Team Jaschin durch.

## Format
Wie im Vorjahr blieb das Format gleich und eine Auswahl von ausländischen KHL-Spielern trat gegen eine Auswahl russischer Spieler an. Die Mannschaftskapitäne waren erneut der Tscheche Jaromír Jágr vom HK Awangard Omsk für die Weltauswahl und der Russe Alexei Jaschin vom SKA Sankt Petersburg für das Team Russland.
Vor dem eigentlichen All-Star-Game fand die KHL All-Star Skills Competition statt, in der die Spieler in verschiedenen Kategorien gegeneinander antraten und ihre Fähigkeiten unter Beweis stellten.

## Auswahl der Teilnehmer
Jedes der beiden Teams bestand aus zwei Torhütern, sechs Verteidigern und zehn Stürmern (ein Angreifer mehr als im Vorjahr). Die sechs Spieler, welche jeweils die Startformation ihrer Teams bildeten, wurden über die Webseite der KHL von den Fans selbst ausgewählt. Die restlichen Spieler pro Team wurden von Medienvertretern und der Ligenleitung der KHL ausgewählt.

### Mannschaftskader
Die Fans wählten folgende Startformationen aus:
| Team Jágr (Weltauswahl) | Team Jaschin (Russland) |
| --- | --- |
| - 81 – F Marcel Hossa (Dinamo Riga) - 80 – F Mattias Weinhandl (HK Dynamo Moskau) - 92 – F Branko Radivojevič (HK Spartak Moskau) - 38 – D Kevin Dallman (Barys Astana) - 08 – D Sandis Ozoliņš (Dinamo Riga) - 31 – G Karri Rämö (HK Awangard Omsk) | - 33 – F Maxim Suschinski (SKA Sankt Petersburg) - 25 – F Alexander Radulow (Salawat Julajew Ufa) - 95 – F Alexei Morosow (Ak Bars Kasan) - 56 – D Sergei Subow (SKA Sankt Petersburg) - 05 – D Ilja Nikulin (Ak Bars Kasan) - 20 – G Georgi Gelaschwili (Lokomotive Jaroslawl) |

Durch Medienvertreter und die KHL-Ligenleitung wurden folgende Spieler nominiert:
| Team Jágr (Weltauswahl) | Team Jaschin (Russland) |
| --- | --- |
| - G – Michael Garnett (HK MWD Balaschicha) - D – Geoff Platt (HK Dinamo Minsk) - D – Karel Rachůnek (HK Dynamo Moskau) - D – Lasse Kukkonen (HK Awangard Omsk) - F – Martin Štrbák (HK MWD Balaschicha) - F – Jozef Stümpel (Barys Astana) - F – Ville Peltonen (HK Dinamo Minsk) - F – Jiří Hudler (HK Dynamo Moskau) - F – Chris Simon (Witjas Tschechow) - F – Josef Vašíček (Lokomotive Jaroslawl) - F – Patrick Thoresen (Salawat Julajew Ufa) - F – Jaromír Jágr (HK Awangard Omsk) C Trainer: - Barry Smith (SKA Sankt Petersburg) - Kari Heikkilä (Lokomotive Jaroslawl) - Miloš Říha (HK Spartak Moskau) | - G – Andrej Mesin (HK Dinamo Minsk) - D – Witali Atjuschow (HK Metallurg Magnitogorsk) - D – Konstantin Kornejew (HK ZSKA Moskau) - D – Anton Babtschuk (HK Awangard Omsk) - F – Dmitri Kalinin (Salawat Julajew Ufa) - F – Alexei Tereschtschenko (Ak Bars Kasan) - F – Denis Parschin (HK ZSKA Moskau) - F – Sergei Sinowjew (Salawat Julajew Ufa) - F – Sergei Mosjakin (Atlant Mytischtschi) - F – Sergei Fjodorow (HK Metallurg Magnitogorsk) - F – Danis Saripow (Ak Bars Kasan) - F – Alexei Jaschin (SKA Sankt Petersburg) C Trainer: - Andrei Chomutow (HK Dynamo Moskau) - Wjatscheslaw Bykow (Salawat Julajew Ufa) - Igor Sacharkin (Salawat Julajew Ufa) |

### Spielstatistik
Das zweite KHL All-Star Game fand am 30. Januar 2010 in der Minsk-Arena in der belarussischen Hauptstadt Minsk statt. Das Spiel war mit 15.000 Zuschauern ausverkauft. Die Weltauswahl um Jaromir Jágr besiegte die von Alexei Jaschin angeführte russische Auswahl mit 11:8.
|            | Team       | Torschütze (Assists)                      | Zeitpunkt  |            |
| 1. Drittel | 1. Drittel | 1. Drittel                                | 1. Drittel | 1. Drittel |
| ---------- | ---------- | ----------------------------------------- | ---------- | ---------- |
| 0-1        | Jaschin    | Danis Sarinow (Babtschuk)                 | 02:05      |            |
| 1-1        | Jágr       | Marcel Hossa (Štrbák)                     | 7:32       |            |
| 2-1        | Jágr       | Patrick Thoresen (Kukkonen, Lehtonen)     | 11:59      |            |
| 3-1        | Jágr       | Jiří Hudler (Jágr, Weinhandl)             | 13:32      |            |
| 4-1        | Jágr       | Mattias Weinhandl (Jágr, Hudler)          | 14:52      |            |
| 2. Drittel |            |                                           |            |            |
| 4-2        | Jaschin    | Alexei Jaschin (Subow, Babtschuk)         | 21:00      |            |
| 5-2        | Jágr       | Jiří Hudler (Weinhandl)                   | 26:14      |            |
| 6-2        | Jágr       | Martin Štrbák (Jágr)                      | 31:15      |            |
| 6-3        | Jaschin    | Sergei Fedorow (Radulow, Kalinin)         | 31:59      |            |
| 6-4        | Jaschin    | Maxim Suschinski (Jaschin, Subow)         | 34:52      |            |
| 7-4        | Jágr       | Marcel Hossa (Stümpel, Radivojevič)       | 35:10      |            |
| 7-5        | Jaschin    | Sergei Subow (Babtschuk, Tereschtschenko) | 38:33      |            |
| 7-6        | Jaschin    | Maxim Suschinski (Jaschin)                | 39:34      |            |
| 3. Drittel |            |                                           |            |            |
| 8-6        | Jágr       | Josef Vašíček (Lehtonen)                  | 40:33      |            |
| 9-6        | Jágr       | Ville Lehtonen (Hossa, Kukkonen)          | 44:27      |            |
| 10-6       | Jágr       | Patrick Thoresen (Rachůnek)               | 45:04      |            |
| 11-6       | Jágr       | Jaromir Jágr (Hudler, Kukkonen)           | 49:51      |            |
| 11-7       | Jaschin    | Anton Babtschuk (Suschinski)              | 51:47      |            |
| 11-8       | Jaschin    | Alexei Morosow                            | 54:30      |            |